# Église Saint-Martin de Cousolre
L'église Saint-Martin à Cousolre, bâtie entre 1501 et 1512, est de style gothique hennuyer.

## Description
Elle est construite en pierre bleue.
Le clocher porche est édifié en 1575, sur le modèle des Églises fortifiées de Thiérache avec à l'étage des cloches l'ouverture dans chaque face d'une ouïe à ogive soulignée d'une archivolte, et les six cordons lamiers. Il abrite trois cloches : « Aldegonde », placée en 1921, « Louisa-Albert », et « Marguerite-Renée-Thérèse », installées en 1931 car les originales ont été volées par l’armée allemande lors de la Première Guerre mondiale.
À cause des guerres de religion du XVIe siècle, le chœur a été détruit et il fut refait en 1617 avec peu de moyens. Il a été pavé de marbre au XIXe siècle. Une entrée latérale fut percée en 1721 car le portail était tellement vétuste que l’utiliser devenait dangereux.
Les fonts baptismaux, taillés en pierre bleue, ont été donnés en 1525 par des Cousolreziennes ainsi qu'en témoigne l'inscription gothique gravée à la base. Ils remplacent les fonts romans du XIIIe siècle qui sont aujourd'hui exposés au Palais des beaux-arts de Lille.
Les orgues datent de 1784 et ont été rénovées pour la dernière fois en 1976.

## Sources
- Site de l’office de tourisme de Cousolre